# غلف نيوز
صحيفة إماراتية تصدر يوميًا باللغة الإنجليزية. نشرت لأول مرة على شكل صحيفة تابلويد (صحيفة شعبية) في تاريخ 30 سبتمبر من عام 1978. أنشأها رجل الأعمال عبدالله أبوهول من دبي في دولة الإمارات العربية المتحدة. كان موقع مكتبها الرئيسي يقع في شارع مطار دبي. وفي الأول من يناير عام 1980 تم إعادة افتتاحها لتصبح صحيفة رسمية تصدر على مدار الأسبوع وتضم ملحقات عديدة بجانب الملحق الأساسي منها الرياضة. الاقتصاد، الإعلانات المبوبة، العقارات، الملحق الأسبوعي، التابلويد والملحق الخاص بيوم الجمعة.

## تاريخ الجريدة
جولف نيوز جريدة صدرت سنة 1978 بنسخة إنجليزية. في الوقت الذي كان فيه منافس جولف نيوز يحظى بمكانة راسخة في السوق وجمهور قراء كبير، كانت جولف نيوز متذبذبة وبالكاد استطاعت التعايش مع ظروف السوق بكمية نسخ محدودة تقدر بحوالي 3000. بسبب التغير في الطرف المالك للجريدة وعدم تواجد طرف مستعد للاستثمار، كانت الجريدة على وشك الإغلاق. وبشكل ما تغير مصير جولف نيوز سنة 1984 بفضل بصيرة ثلاثة رجال أعمال من أهل دبي. وبهذا تم إصدار جولف نيوز من جديد سنة 1985 يوم 10 ديسمبر بواسطة مؤسسة النسر المحدودة للنشر. وخلال شهور قليلة أصبح للجريدة تخطيط مستقبلي وقاعدة مادية تتمثل في تكنولوجيا طباعة حديثة وافتتاحية جديدة ومخطط تسويقي واقسام تداول ومختصون قادرون على استغلال التكنولوجيا الحديثة والاستفادة منها.
و تم إعداد إستراتيجية تسويق متعددة المحاور للوصول إلى جمهور القراء المستهدف، وبهذا ارتفعت مداخيل الإعلانات بحوالي 40% في الشهور الثلاثة الأولى، بالإضافة إلى الاشتراكات التي عرفت تزايدا ضخما. ظاهرة النجاح التي عرفتها الحملة الجديدة لإطلاق جريدة جولف نيوز كانت محط الأنظار في الخليج كقصة نجاح فريدة.
منذ ذلك الحين حققت الجريدة نجاحات على مختلف المستويات كجريدة رائدة باللغة الإنجليزية في المنطقة، واحتلت هذه المرتبة لسنوات عديدة.

## حول جولف نيوز
جولف نيوز هي الجريدة الرائدة بااللغة الإنجليزية المختصة في أخبار المنطقة والتي تتميز بشعبية واسعة وقاعدة قراء عريضة. تنشر من طرف مؤسسة النسر المحدودة للنشر، وهي العلامة المميزة للمؤسسة بكمية نشر تقدر بقيمة 111,637 نسخة من السبت إلى الخميس و 113,006 نسخة يوم الجمعة خلال الفترة من شهر يناير إلى يوليو 2011.
جولف نيوز تتميز بأرقام تداول مراجعة من طرف وكالة النشرات التجارية العالمية BPA Worldwide وأرقام قراءة مدروسة من طرف البحث الميداني للتحليل الإعلامي الوطني المعمول بواسطة مؤسسة البحث الدولية Ipsos MediaCT. على مر سنوات عديدة جولف نيوز اثبتت أنها فعالة بشكل كبير في الإعلان نظرا لجمهورها الواسع. وهي معروفة بتغطيتها الشاملة للإمارات ومنطقة الخليج العربي. حزمة جولف نيوز تتوفر على قسم للرياضة والتجارة واليوميات المبوبة والعقارات والمواعيد والتملك الحر بالإضافة إلى الملخص الأسبوعي خلال عطلة نهاية الأسبوع والقسم الخاص بالفنون والأخبار المنوعة يوم الجمعة.

### النشرة المركزة لجولف نيوز
هي العدد المتخصص من التقارير وينشر منها حوالى أكثر من 90عددا سنويا مختصا في مجالات محددة. من النشرات المحلية الخاصة بالهند وألمانيا إلى كتيب الطبخ المميز، هذه النشرات الدورية التي تتطرق إلى التجارة وأساليب الحياة الصحية والراقية هي من أكثر المنشورات المنتظرة من طرف القراء في الإمارات.
جولف نيوز متعاقدة مع العديد من الشركاء من مجالات مختلفة كالفنادق وخطوط الطيران والبنوك والدوائر الحكومية. بالإضافة إلى ذلك، وبفضل الخدمات عالية التقنية الفريدة من نوعها في العالم، توفر وحدة إعلان الفنون للطباعة والنشر حلولا ذات جودة عالية بأسعار منافسة عى المستوى العالمي.

### الأخبار المنوعة
تغطية شاملة للأخبار المنوعة من الترفيه إلى أسلوب الحياة. بما أن إلقاء الضوء على عالم الترفيه والموضة المتألق هو من أهداف جولف نيوز فإن تابلويد، القسم الخاص بمعلومات الترفيه وأسلوب الحياة الحديث، ينشر طوال الأسبوع من الأحد إلى الخميس. يحتوي على معارض صور ومستجدات تتعلق بالأحداث المحلية التي ترتبط بأخبار المشاهير عبر العالم. الأبراج والكلمات المتقاطعة تضفي على هذا القسم خاصية المثالية للقراءة من طرف العائلة. يعرض التابلويد يوم السبت قراءة دسمة لأسلوب الحياة الحديثة والأسفار والرحلات.

## الأحداث الاجتماعية
جريدة جولف نيوز لديها التزام قوي بمواكبة الأحداث الاجتماعية التي تروج لدبي دوليا، وهذا الالتزام ساعد على حصول دبي على فرصة احتضان احداث وفعاليات عديدة مثل كأس عالم دبي، بطولة دبي المفتوحة للتينس، فعالية صحراء دبي الكلاسيكية وماسترز سيدات دبي.
بالإضافة إلى اهتماماتها الاجتماعية، جولف نيوز تنظم فعاليات سنوية كحدث جولف نيوز للسباق الممتع Gulf News Fun Drive وتدعم عدة فعاليات رياضية في المجتمع مثل Terry fox Run، The can Collection Drive، Roadstar. الجريدة أطلقت وأدارت حملاتها الخاصة مثل Go Green ،Anti Smoking ،Make it Safe، و Say No to Plastic.
استفادت الطراف التي تظهر إعلاناتها على الجريدة من مخططات إعلان منافسة وتكاليف ساعدت عى المحافظة عى وفاء القراء، بالإضافة إلى كون جولف نيوز الاختيار الأول للتواصل المقروء الذي يمثل في الوقت الحالي آفضل وسيلة للإعلان.
أول بطاقة ذكية بمشاركة طرف بنكي كانت بواسطة جولف نيوز لصالح مشتركيها0 سنة 2009جولف نيوز أطلقت مشروع الحياة الجريدة أطلقت Good Living على شكل كتيبات تشرح للقراء طرق فعالة وجيدة للتوفير. سنة 2010 تم إطلاق بطاقة Good Living التي اكملت دور الكتيبات.
و في سنة 2011 تم تحرير مجموعة كتب اسلوب الحياة المميز وبطاقات الاشتراك بمزايا لا تصدق متوفرة لصالح المشتركين.

## روابط خارجية
- الموقع الرسمي للجريدة
- غلف نيوز على موقع روتن توميتوز (الإنجليزية)